# SS Conte di Savoia
Conte di Savoia – włoski turbinowy statek pasażerski (zamówiony przez "Lloyd Triestino", lecz przejęty w trakcie budowy przez armatora "Società di Navigazione Italia") zbudowany w roku 1932 przez stocznię Cantieri Riuniti dell’Adriatico z Triestu i wprowadzony na linię genueńsko-nowojorską (jednostką podobną konstrukcyjnie był SS Rex). "Conte di Savoia" charakteryzował się nowoczesną architektonicznie sylwetką i nowymi rozwiązaniami technicznymi (niekoniecznie udanymi – wadliwy system stabilizujący). Wystrój wewnętrzny i rozplanowanie wnętrz były efektem pracy włoskiego architekta okrętowego Gustavo Pulitzera-Finale. W podróż dziewiczą do Nowego Jorku wyruszył 10 listopada 1932 roku (podczas której nieopodal Nowego Jorku doszło do awarii zaworu burtowego co groziło nawet zatopieniem statku, awaria została usunięta przez przeciwbalastowanie przeciwnej burty i przykrycie otworu dużym arkuszem blachy przez marynarza zawieszonego poza burtą – wdzięczni pasażerowie zebrali 800 dolarów i wręczyli po szczęśliwym zawinięciu do Nowego Jorku owemu marynarzowi). Całokształt konstrukcyjny statku stał się pierwowzorem przyszłej "szkoły włoskiej" projektowania wielkich liniowców pasażerskich. Statek nigdy nie zdobył Błękitnej Wstęgi Atlantyku (był wolniejszy od "SS Rex). W dniu 10 czerwca 1940 roku po włoskim ataku na Francję liniowiec został zamaskowany w pobliżu Wenecji sprawiając wrażenie wyspy. We wrześniu 1943 "Conte di Savoia" uległ zbombardowaniu i wypalony zatonął (wrak statku nadawał się już tylko na złom).